# Bataus
Els bataus, bataves o batavis (en llatí: Batāvi) eren un poble germànic que vivia al que ara són els Països Baixos. Els esmenta per primera vegada Juli Cèsar.
Eren gent alta i de cabells vermells, i formaven part del poble dels cats, dels quals s'havien separat i tot seguit s'havien establert al Rin, on eren súbdits romans encara que no pagaven impostos, només servien a l'exèrcit. Cèsar els va descriure vivint en una illa del Rin, és a dir, entre dos braços del riu, però no se sap quant de temps feia que hi vivien. A la divisió que va fer Cèsar del territori, els va incloure a la Gàl·lia, i després a la província de Bèlgica, atès que el país on vivien era poblat de gals. Eren bons genets, i van participar en les campanyes del Baix Rin i la conquesta romana de Britànnia, durant la qual molts bataus van ser destinats a l'illa, segons diu Tàcit.

## Revolta dels Bataus
En temps de Vitel·li, l'any 69, el cap dels bataus, Juli Civilis, que tenia ciutadania romana, es va revoltar aliat amb els frisis i els canninefates, però després d'una lluita desesperada, va ser derrotat i el seu poble sotmès, però van aconseguir mantenir l'exempció d'impostos. Més tard es va renovar el títol d'amics i germans del poble romà. Hadrià va utilitzar cavalleria dels bataus a la seva campanya al Danubi, i es diu que travessaven aquest riu amb armadura completa. Van ser utilitzats als exèrcits romans al menys fins al segle iv, i l'historiador Zòsim menciona una guarnició de bataus apostada a Sírmium, a Pannònia.
Zòsim també parla de l'illa dels Bataus i diu que el 358 l'illa va passar als salis, un poble dels francs que estava llavors poblada pels bataus i els canninefates, un poble d'origen similar als bataus i que August havia sotmès a Roma. La ciutat principal era Lugdunum (Leiden).
El nom va passar comparativament als holandesos. Durant la Revolució francesa, la república proclamada als Països Baixos va rebre el nom de República Batava.

## Ciutats
- Batavodorum